# كينسك نييبيكي
كينسك نييبيكي (باليابانية: 根引 謙介) (7 سبتمبر 1977 في أوساكا في اليابان – )؛ هو لاعب كرة قدم ياباني سابق كان يلعب كمدافع.

## وصلات خارجية
- كينسك نييبيكي على موقع رابطة كرة القدم اليابانية للمحترفين (اليابانية)
- كينسك نييبيكي على موقع قاعدة بيانات كرة القدم.إي يو (الإنجليزية)
- كينسك نييبيكي على موقع عالم كرة القدم.نت (الإنجليزية)